# Glaciar Sarychat
O Glaciar Sarychat é um glaciar do Quirguistão. Está orientado de norte para sul, na parte ocidental das montanhas de Kokshaal-Too, no sul do Quirguistão. O glaciar Sarychat é um dos dois glaciares que alimentam o rio Sarychat antes de este se unir ao Aytali, sendo o outro o glaciar Fersmana, do lado oeste.